# Coppa del Portogallo 1992-1993 (hockey su pista)
La Coppa del Portogallo 1992-1993 è stata la 20ª edizione della principale coppa nazionale portoghese di hockey su pista. La competizione si è conclusa il 19 giugno 1993. Il trofeo è stato conquistato dallo Barcelos per la seconda volta nella sua storia superando in finale il Benfica.

## Risultati

### Quarti di finale
| Squadra 1   | Risultato | Squadra 2      |
| ----------- | --------- | -------------- |
| Turquel     | 7 - 9     | Benfica        |
| Porto       | 2 - 4     | Barcelos       |
| Oliveirense | 7 - 5     | Sintra         |
| Sporting CP | 22 - 1    | Vilafranquense |

### Semifinali
| Squadra 1   | Risultato | Squadra 2   |
| ----------- | --------- | ----------- |
| Sporting CP | 1 - 8     | Benfica     |
| Barcelos    | 7 - 1     | Oliveirense |

### Finale
| Figueira da Foz 19 giugno 1993 | Barcelos | 5 – 4 | Benfica | Pavilhão Municipal |